# Wedringer Straße 5
Die Villa Wedringer Straße 5 im Ortsteil Althaldensleben der Stadt Haldensleben in Sachsen-Anhalt wurde 1904 als Wohnhaus für einen Fabrikanten errichtet. Der zweigeschossige Putzbau mit Haustein-Sockel, -Eckquaderung und -Gewänden steht auf einem großen, parkähnlichem Gartengrundstück. Die Architektur wirkt mit der Mischung aus Stilformen von Jugendstil und Neorenaissance sehr malerisch.
Im örtlichen Denkmalverzeichnis ist die Villa unter der Erfassungsnummer 094 84422 als Baudenkmal eingetragen. Das Gebäude wird für Althaldensleben als markanter, qualitätvoller Bau an exponierter Stelle als geschichtlich bedeutend eingeschätzt.